# Benediktskapelle (Dünserberg)

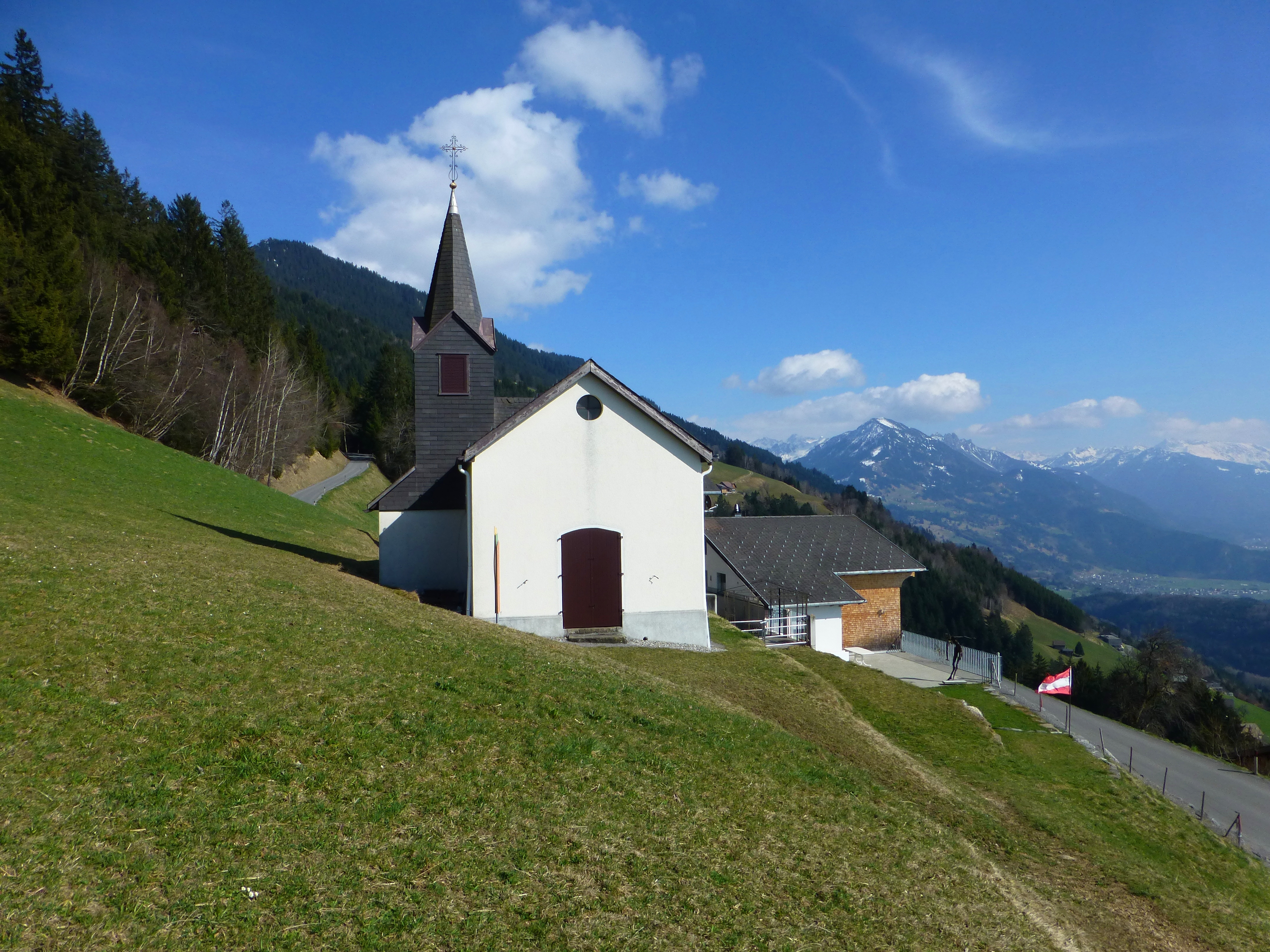
Westansicht der Benediktskapelle

Die Benediktskapelle ist eine dem heiligen Benedikt von Nursia geweihte, römisch-katholische Messkapelle in der Parzelle Bischa der Gemeinde Dünserberg in Vorarlberg. Sie gehört zur Pfarre Düns im Dekanat Feldkirch in der Diözese Feldkirch. Das Bauwerk steht unter Denkmalschutz.

## Geschichte
Die Bewohner der Parzelle Bischa erbauten die Kapelle im Jahre 1886, als Baumeister ist ein Mann mit Namen Jenny aus Schlins überliefert. Am 11. Oktober 1888 wurde sie benediziert, am 12. Oktober 1890 wurde der Kreuzweg eingesetzt, und am 24. Oktober 1892 wurde sie schließlich geweiht.
Es wird vermutet, dass in beiden Weltkriegen jeweils zumindest eine der beiden Glocken für Kriegszwecke abgegeben werden musste, es liegen aber keine urkundlichen Beweise dafür vor.
1975 wurde die Kapelle innen und außen generalsaniert.

## Ausstattung

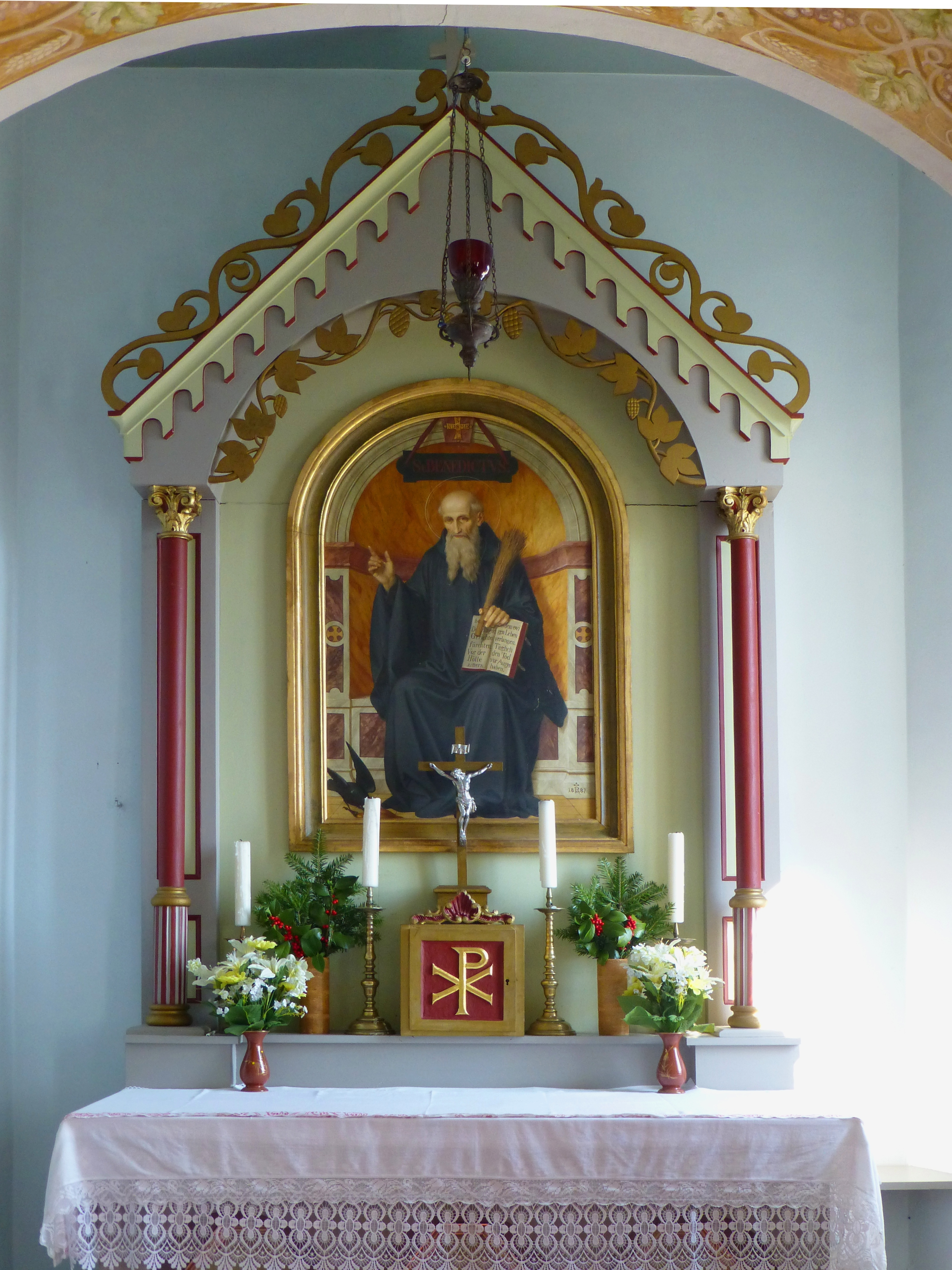
Der Altar mit dem Bild des Heiligen Benedikt

Der Altar in der Apsis wurde von einem Schreiner aus Blons nach romanischem Muster erstellt. Das 1887 im Kloster Einsiedeln gemalte Bild über dem Altar stellt den Heiligen Benedikt bei der Präsentation der Ordensregeln dar. Die beiden kleinen, ebenfalls in romanischem Stil gehaltenen Zieraltärchen links und rechts des Chorbogens tragen von Dominik Demetz aus Gröden geschnitzte Holzstatuen, die Maria und Jesus darstellen.
Das Schiff bietet Platz für etwa 48 Personen.
Im behelmten Turm hängen zwei Glocken. Die größere mit einem Durchmesser von 69 cm wurde 1921 von der Glockengießerei Grassmayr in Innsbruck gegossen, die kleinere aus dem Jahre 1950 stammt von der Glockengießerei Oberascher aus Salzburg und hat einen Durchmesser von 53 cm.